# Tayta Shanti
Tayta Shanti es una película dramática peruana de 2023 dirigida, escrita y editada por Hans Matos Camac. Se trata de Angie y su primo Marcelo quienes deben enfrentar su propia identidad: ella luchando por aceptar su etnia y él luchando por aceptar su verdadera sexualidad.

## Sinopsis
La familia Valdez se reúne para el tradicional festival Tayta Shanti. Ángela llega de la capital con su hija Angie, quien niega sus raíces provincianas. En medio del bullicio de la fiesta, Angie y su primo Marcelo tendrán que confrontar su identidad, ya que ella no se considera huancaína y él reprime su sexualidad.

## Reparto
- Julia Thays como Ángela Valdez
- María Tesoro Tapia como Angie
- Melvin Quijada como Sr. Santillán
- Gianco Ponce como Marcelo Valdez
- Laurens Flores como Sebastián
- Benjamín Baltazar como Fede
- Marco Miranda

## Producción
La fotografía principal tuvo una duración de 4 semanas iniciando en julio de 2022 en Huancayo, Junín.

## Lanzamiento
Tayta Shanti tuvo su estreno mundial el 14 de agosto de 2023, en la sección Hecho en Perú de la 27.ª edición del Festival de Cine de Lima. Se estrenó comercialmente el 29 de febrero de 2024 en cines peruanos.

## Recepción

### Recepción crítica
Gustavo Herrera Taboada de Cinencuentro escribió: "Tayta Shanti tiene aspectos técnicos a mejorar, incluyendo su limitada variedad de composiciones fotográficas y algunos problemas de continuidad en la edición. Sin embargo, al igual que su peculiar banda sonora, es una producción huancaí ambiciosa que logra un matrimonio armonioso entre tradición y modernidad, y que acaba contagiando su buen humor y sus mejores intenciones."

### Premios y nominaciones
| Año  | Premio / Festival                            | Categoría                                              | Nominado(s)  | Resultado | Ref.        |
| ---- | -------------------------------------------- | ------------------------------------------------------ | ------------ | --------- | ----------- |
| 2023 | 27.ª edición del Festival de Cine de Lima    | Hecho en Perú - Premio del Público                     | Tayta Shanti | Nominada  | [ 8 ] [ 9 ] |
| 2024 | 11.ª edición del Festival de Cine de Huánuco | Mejor Largometraje Estrenado Ficción - Mención honrosa | Tayta Shanti | Ganadora  | [ 10 ]      |